# Норд, Катлин
Катлин Норд (нем. Kathleen Nord, в замужестве Шварц, нем. Schwartz; 26 декабря 1965, Магдебург — 24 февраля 2022, Эльмсхорн) — немецкая пловчиха от ГДР, чемпионка летних Олимпийских игр 1988 года на дистанции 200 м баттерфляем, чемпионка мира 1986 года на дистанции 400 м комплексным плаванием, пятикратная чемпионка Европы.

## Биография
Катлин Норд родилась в 1965 году в Магдебурге. Её родители были спортсменами. В 1972 году Норд начала заниматься плаванием. С 1977 года плавала за клуб SC Magdeburg. Её тренером был Бернд Хеннеберг.
На чемпионате мира по водным видам спорта 1982 года Норд заняла второе место в плавании 400 м комплексным плаванием, уступив соотечественнице Петре Шнайдер. На чемпионате Европы по водным видам спорта 1983 года в Риме Норд победила на дистанции 400 м комплексным плаванием и заняла второе место на дистанции 200 м комплексным плаванием, уступив соотечественнице Уте Гевенигер. На чемпионате Европы 1985 года в Софии Норд одержала победу на дистанциях 200 и 400 м комплексным плаванием. На чемпионате мира 1986 года Норд завоевала золотую медаль в плавании на дистанции 400 м комплексным плаванием и бронзовую медаль на дистанции 200 м комплексным плаванием.
На чемпионате Европы 1987 года в Страсбурге, летних Олимпийских играх 1988 года в Сеуле и чемпионате Европы 1989 года в Бонне Норд победила на дистанции 200 м баттерфляем. В 1986 и 1988 годах она была награждена орденом «За заслуги перед Отечеством» в золоте. В 1988 году Норд окончила школу.
Впоследствии было доказано, что многие спортсмены из ГДР принимали допинг, в том числе и Норд. Как установила комиссия, она получала допинг от своего тренера Вольфганга Зака.
После 1989 года Норд переехала в США. Она работала тренером в клубе плавания Florida Gold Coast в Палм-Бич.